# Enzo Cucchi
Enzo Cucchi (nacido en Morro d'Alba, provincia de Ancona, 14 de noviembre de 1949) es un pintor, escultor y diseñador italiano. Ha sido un miembro clave del movimiento italiano de transvanguardia, junto con sus paisanos Francesco Clemente, Mimmo Paladino, Nicola De Maria, Sandro Chia y Horacio Cordero. El movimiento alcanzó su punto álgido durante los años ochenta y se considera una tendencia dentro del Neoexpresionismo mundial.

## Biografía
Se formó como aprendiz de restaurador. Después trabajó como topógrafo (1966-1968). Su primera exposición data de 1977 y se celebró en Milán. En 1979 creó el grupo de transvanguardia italiana con Chia, Clemente o Paladino. Formaron el grupo «Arte cifra», tendencia artística que se formó a partir de 1977 en Italia como una reacción fuertemente individualista al arte conceptual y el arte povera; entre los miembros del arte cifra están Chia, Clemente, Cucchi, de Maria y Paladino.
Participó en documenta 7 (1982) y 8 (1987) de Kassel.
En 1986 se celebró una retrospectiva en el Centro Pompidou de París y una exposición individual en el Museo Guggenheim de Nueva York.
Cucchi vive y trabaja en Ancona y Roma.

## Obra
Después de unos inicios conceptuales, se ha dedicado a la figuración, siendo uno de los principales exponentes de la transvanguardia. En las obras sobre tela, acompañadas de numerosos dibujos y a menudo presentadas con textos poéticos escritos por el mismo artista, se apropia con mirada visionaria del mito, de la historia del arte y de la literatura (cani con lingua a spasso, 1980 y Eroe senza testa (Héroe sin cabeza), 1981; sia per mare che per terra, 1980), dando vida a composiciones de gran intensidad simbólica, en las cuales a menudo el mundo está representado como un campo de batalla entre dos principios opuestos. Tanto en sus cuadros como en sus esculturas, asume elementos tradicionales.
Además de las grandes composiciones con uso de carboncillo y del collage, ha experimentado el uso de materiales diversos como la tierra, la madera quemada, los tubos de neón y el hierro (serie «Vitebsk-Harar», dedicada a A. Rimbaud y K.S. Malévich) abrazando al mismo tiempo un uso casi caravagista de la luz, que le dan efectos de profundidad espacial.
Ha realizado también algunas esculturas para espacios públicos. Así, en 1984 hizo una escultura para el Brulinger-Park de Basilea. Decoró la capilla de monte Tamaro cerca de Lugano (1992-94, arch. M. Botta). Ha trabajado como diseñador de vestuario y decorados para obras de teatro (dramas de Heinrich von Kleist), incluidas óperas (de Gioacchino Rossini)